# Mysorella
Mysorella is een geslacht van weekdieren uit de klasse van de Gastropoda (slakken).

## Soort
- Mysorella curta (G. Nevill, 1884)